# Puntate di Linea blu
Questa è la lista delle puntate di Linea blu, programma televisivo di divulgazione, impegnato nella diffusione e sensibilizzazione della cultura dell'ambiente e del mare, ideato da Marco Zavattini e condotto da Donatella Bianchi e Fabio Gallo.
Il programma è trasmesso dal 1995 su Rai 1 di sabato, in passato dalle 15:15 alle 16:05, attualmente dalle 14 alle 15.

## Edizioni 1995 – 2007
- 1995: 18 marzo - 9 dicembre
- 1996: 20 luglio - 28 dicembre
- 1997: 10 maggio - 29 novembre
- 1998: 16 maggio - 12 dicembre
- 1999: 8 maggio - 4 dicembre
- 2000: 6 maggio - 9 dicembre
- 2001: 7 aprile - 24 novembre
- 2002: 6 aprile - 30 novembre
- 2003: 17 maggio - 13 dicembre
- 2004: 29 maggio - 4 dicembre
- 2005: 4 giugno - 10 dicembre
- 2006: 10 giugno - 25 novembre
- 2007: 9 giugno - 8 dicembre

## Edizione 2008
- Puntate: 26
- In onda ogni sabato alle 14.00 circa su Rai 1[1]

| Messa in onda | Titolo della puntata                 | Altri temi e luoghi trattati                                                    |
| ------------- | ------------------------------------ | ------------------------------------------------------------------------------- |
| 7 giugno      | Sardegna, Capo Comino                | Lido di Orrì, Tortolì                                                           |
| 14 giugno     | Santuario dei cetacei                | Portofino: Cernia Day, Cave di ardesia, Lavagna                                 |
| 21 giugno     | Albania                              | L'antica Butrinto                                                               |
| 28 giugno     | Amantea                              | Un relitto nel blu                                                              |
| 5 luglio      | Ventotene                            | L'antica peschiera romana                                                       |
| 12 luglio     | Grecia: Isole Sporadi settentrionali | Scopelo, Giasone (mitologia)                                                    |
| 19 luglio     | Isola di Mortorio                    | Parco nazionale Arcipelago della Maddalena, Cala di Volpe                       |
| 26 luglio     | Stretto di Messina                   | Etna, Fiumefreddo                                                               |
| 2 agosto      | Isola d'Elba                         | Corallo rosso, Ornella Casati: la signora delle farfalle                        |
| 9 agosto      | Isole Eolie                          | Lipari, secca del Bagno di Lpari                                                |
| 16 agosto     | Fondali di Capri                     | Tesori sommersi                                                                 |
| 23 agosto     | Polignano a Mare                     | Zoo safari di Fasano, Recupero in mare della Guardia Costiera                   |
| 30 agosto     | Polluce                              | Fenicotteri in Sardegna, Saline di Macchiareddu, Isola Gorgona                  |
| 6 settembre   | Sulla rotta di Enea                  | Gela, Fondali di Tricase, Ritrovamento antica nave greca                        |
| 13 settembre  | Venezia                              | Biennale cinematografica di Venezia, Nucleo sommozzatori della Polizia di Stato |
| 20 settembre  | Costa Paradiso                       | Isola Piana, Monte Russu                                                        |
| 27 settembre  | Isole Egadi                          | Sciacca, Sicilia vista dall'alto: foto di Luigi Nifosi                          |
| 4 ottobre     | Salone nautico di Genova             | Vigneti alle Cinque Terre                                                       |
| 11 ottobre    | Fonte Aretusa, Siracusa              | Riserva di Pantalica, Costa siciliana del Plemmirio                             |
| 18 ottobre    | L'osservatorio vesuviano             | Operazione San Gennaro, Nisida e le tartarughe marine                           |
| 25 ottobre    | Amerigo Vespucci                     | Scilla, Cariddi, Stretto di Reggio Calabria                                     |
| 1º novembre   | Castello della Torre e Tasso         |                                                                                 |
| 15 novembre   | Ponza                                |                                                                                 |
| 22 novembre   | Il mare di Ustica                    | La sciabica di Sestri Levante                                                   |
| 29 novembre   | Pantelleria                          |                                                                                 |
| 6 dicembre    | Liscia Ruja                          |                                                                                 |

## Edizione 2009
- Puntate: 24
- In onda ogni sabato alle 14.00 circa su Rai 1[2]

| Messa in onda | Titolo della puntata      | Altri temi e luoghi trattati |
| ------------- | ------------------------- | --- |
| 6 giugno      | Da Bari a Corfù           | Il borgo di Chianalea, Baia di Paleokastritsa |
| 13 giugno     | Isola di Favignana        | Castellammare, San Vito Lo Capo, Riserva naturale dello Zingaro, Regata Targa Florio Mare |
| 20 giugno     | Isola del Giglio          | Il borgo di Porto Cesareo, Porto Santo Stefano |
| 27 giugno     | Il Delta del Po           | Borgo di Praiano, Isola di Albarella, Sacca degli Scardovari, Mercato del pesce di Pila |
| 4 luglio      | Isola di Palmaria         | Parco Naturale del Cilento, Borgo di Pioppi, Relitto Maxime, Idrovolanti di Cardimare |
| 11 luglio     | Da Cagliari a Villasimius | Parco Naturale di Villasimius, Saline di cagliari, Punta Molentis, La Sella del Diavolo, Mercato di San Benedetto                                                                                  |
| 18 luglio     | Isola di Panarea          | Mattinata, Stromboli, Mercato di Milazzo |
| 25 luglio     | Costiera Amalfitana       | Vietri, Aci Trezza, Orbetello, Isole dei Ciclopi, Etna, Foce del Simeto |
| 1º agosto     | Isola di Santo Stefano    | Ventotene, Isola Giulia, Isola di Ponza, Isole Pontine e la cicerchia |
| 15 agosto     | Isole Tremiti             | Termoli, Capraia, Reggio Calabria, Marine di Melendugno, Scoglio del Cretaccio |
| 22 agosto     | Barcellona                | Sciacca, Civitanova Marche, Statua del Cristo del Giubileo, Nudibranchi del Conero, Sirolo, Numana, Portonovo                                                                                      |
| 29 agosto     | Santa Maria di Leuca      | Cala Luna in kayak, Cala Gonone, Golfo di Orosei, Pesca dei polpi |
| 5 settembre   | Mazara del Vallo          | Procida, Castello di Montaldo, Ischia, Archeologia sommersa |
| 12 settembre  | Alghero                   | Grotte di Nettuno, Capo Caccia, Grotte sommerse e falesie |
| 19 settembre  | Diamante (Calabria)       | Fiume Temo, Diga foranea di Bosa, Capo Marrargiu, Costa dei Grifoni, Grotta del Pellicano |
| 26 settembre  | Isola delle Femmine       | Ustica, Capo Gallo, Mondello, Palermo: Mercato Ballarò |
| 10 ottobre    | Anzio e Nettuno           | Sassi di Matera, Il bosco Pantano, Lido di Policoro, Metaponto: il Tempio di Hera |
| 17 ottobre    | Sorrento                  | Gaeta, Fondali e Ville di Sperlonga, Lago Lungo, Alga rossa di Pianosa |
| 24 ottobre    | Costa Smeralda            | Porto Cervo, La Maddalena, Budelli, Palau, Spiaggia di Capriccioli |
| 31 ottobre    | Portici                   | Riserva naturale marina di Miramare, Castello di Miramare, La Barcolana di Trieste, Burano, Torcello, il MOSE, Chioggia: i fasolari                                                                |
| 7 novembre    | Genova                    | Parco Regionale di Capo Mortola, Ventimiglia, Bordighera, Giardini di Hanbury, Sanremo, Rafting in Valle Roya                                                                                      |
| 14 novembre   | Ferrara                   | Castellabate, Castello Estense, Pesca al Pesce siluro, Porto Garibaldi, Centro Ricerche Squali: liberazione di squali (Scyliorhinus stellaris), Le tartarughe marine affette da balani, Cesenatico |
| 21 novembre   | Cefalù                    | Amalfi, Capri, Sorrento, Grotta dello Smeraldo, Inaugurazione del Porto Marina di Cassano, Punta Capannella, Isolotto di Venere                                                                    |
| 28 novembre   | Avola                     | Calabernardo, Lavorazione del tonno, Medicina iperbarica, Noto, Riserva Naturale di Vendicari, Marzamemi, Catania: Mercato di Sant'Agata                                                           |

## Edizione 2010
- Puntate: 27
- In onda ogni sabato alle 14.00 circa su Rai 1

| Messa in onda | Titolo della puntata             | Altri temi e luoghi trattati |
| ------------- | -------------------------------- | --- |
| 5 giugno      | Dalle Egadi a Marsala            | Giuseppe Garibaldi, Laura Linares, Marettimo, Favignana |
| 12 giugno     | Da Golfo Aranci a Caprera        | Arcipelago della Maddalena |
| 19 giugno     | Porto Santo Stefano              | Argentario |
| 26 giugno     | Ponza                            | Cala Feola, Zannone, Punta Papa, Punta Mariuolo |
| 3 luglio      | Gallipoli                        | Porto Cesareo, Rauccio, Palude del Capitano a Porto Selvaggio, Isola di S. Andrea, S. Caterina |
| 10 luglio     | Ischia e Procida                 | Cuma, Giardini di Ravino |
| 17 luglio     | Da Bari a Istanbul               | Katakolon, Smirne, Bosforo, Dardanelli |
| 24 luglio     | Liguria: la Riviera di Ponente   | Alassio, Finale Ligure, Bergeggi, Albenga |
| 31 luglio     | Capraia                          | "Cerniopoli" |
| 7 agosto      | Isola d'Elba                     | Marciana Marina, Patresi, Procchio, tonnara di Enfola |
| 14 agosto     | La Penisola del Sinis            | Isola di Mal di Ventre, San Salvatore, San Giovanni di Sinis, secca di Seu |
| 21 agosto     | L'Isola di S. Pietro             | Saline di Carloforte, tonnara di Carloforte, Capo Sandalo, Porto Flavia |
| 28 agosto     | Salina                           | Malfa, Panarea |
| 4 settembre   | Vulcano                          | "La pozza dei fanghi", Isole Eolie |
| 11 settembre  | Ostia                            | Torvaianica, Sistema dunale di Capocotta, Porto Traiano, Secche di Tor Paterno |
| 18 settembre  | Rodi Garganico                   | Parco del Gargano, Lago di Varano, Lesina |
| 25 settembre  | Porto Cesareo, Torre Guaceto     | Isola dei Conigli, Centro di soccorso delle tartarughe marine di Rauccio, Grotte delle Corvine |
| 2 ottobre     | In diretta da Genova             | 50ª edizione del Salone Nautico Internazionale |
| 9 ottobre     | Montenegro                       | Cettigne, Regina Elena, lago di Scutari, baia di Cattaro, riviera di Budua, isolotto di Sveti Stefan (Budua), Sophia Loren |
| 16 ottobre    | Palermo                          | La "città Vecchia", Area marina protetta di Capo Gallo, Isola delle Femmine, "marciapiedi a vermetidi", relitto di uno Junkers |
| 23 ottobre    | Cesenatico                       | Rimini, Ravenna, struttura oceanografica “Daphne” |
| 30 ottobre    | Lampedusa                        | Isole Pelagie, Capo Gregale, Isola dei Conigli, Tartarughe marine, Biodiversità del canale di Sicilia |
| 6 novembre    | Sicilia                          | Pesca alle vongola |
| 13 novembre   | Sardegna                         | Viaggio alla scoperta dell'isola |
| 20 novembre   | Isole minori: piccole e preziose | Dall'arcipelago toscano a quello delle Isole Ponziane passando per Ischia e Procida, nel Golfo di Napoli. |
| 27 novembre   | In giro per il mondo             | Dal Montenegro alla Tunisia fino alla Turchia, dall'Isola di Malta fino ai mari più lontani della Malaysia e della Polinesia. |
| 4 dicembre    | Un mare da amare                 | Con il veliero Amerigo Vespucci della Marina Militare, un grande viaggio lungo le coste della penisola italiana per raccontare il mare, l'ambiente, con le sue bellezze, le sue tradizioni, le sue problematiche e le sue esigenze legate alla tutela e allo sviluppo della pesca. |

## Edizione 2019
| Messa in onda | Titolo della puntata | Altri temi e luoghi trattati |
| ------------- | -------------------- | ---------------------------- |
| 14 settembre  | Napoli               | Torre del Greco              |
| 23 novembre   | Palermo              | Sciacca, Marsala             |

## Edizione 2020
| Messa in onda | Titolo della puntata        | Altri temi e luoghi trattati |
| ------------- | --------------------------- | ---------------------------- |
| 9 maggio      | Ritorno al mare             |                              |
| 16 maggio     | Stessa spiaggia stesso mare |                              |
| 23 maggio     | Pantelleria e Lampedusa     |                              |
| 30 maggio     | Isole Pontine               |                              |
| 6 giugno      | Castro                      |                              |
| 13 giugno     | Le donne al mare            |                              |
| 20 giugno     | Circeo                      |                              |
| 27 giugno     | Giglio                      |                              |
| 4 luglio      | La memoria del mare         |                              |
| 11 luglio     | Cilento                     |                              |
| 18 luglio     | Villasimius                 |                              |
| 25 luglio     | Sulcis Iglesiente           |                              |
| 1º agosto     | Viaggio in Sardegna         |                              |
| 8 agosto      | Tropea                      |                              |
| 15 agosto     | Isole Eolie                 |                              |
| 22 agosto     | Eolie - Seconda parte       |                              |
| 29 agosto     | Golfo dei Poeti             |                              |
| 5 settembre   | Dieta mediterranea          |                              |
| 12 settembre  | Lago Maggiore               |                              |
| 19 settembre  | Ischia                      |                              |
| 26 settembre  | Capraia                     |                              |
| 10 ottobre    | Trieste Barcolana 52        |                              |
| 17 ottobre    | Porto San Giorgio           |                              |
| 24 ottobre    | Catania                     |                              |
| 31 ottobre    | Siracusa                    |                              |
| 14 novembre   | Argentario                  |                              |
| 21 novembre   | Le isole carcere            |                              |
| 28 novembre   | Isole Egadi                 |                              |
| 5 dicembre    | Meraviglie del Mediterraneo |                              |

## Edizione 2021
| Messa in onda     | Titolo della puntata                          | Altri temi e luoghi trattati                                                                                             |
| ----------------- | --------------------------------------------- | --- |
| 1º maggio         | Macari: aspettando Lineablu                   | |
| 8 maggio          | Isole Tremiti                                 | |
| 15 maggio         | Isola di Ponza                                | |
| 22 maggio         | Golfo di Baratti                              | |
| 29 maggio         | Meraviglie del Mediterraneo                   | |
| 5 giugno          | Giornata degli oceani, navigando sul Vespucci | |
| 19 giugno         | Venezia                                       | |
| 26 giugno         | Il Flumendosa                                 | le grotte di Domus de janas                                                                                              |
| 3 luglio 2021     | Il Golfo di Napoli                            | |
| 10 luglio 2021    | Taranto                                       | SailGP, Porto Cesareo (Le)                                                                                               |
| 17 luglio 2021    | L'Isola dell'Asinara                          | Talamone (Gr) |
| 24 luglio 2021    | Le meraviglie del Mediterraneo                | Bacino del Mediterraneo                                                                                                  |
| 31 luglio 2021    | Il Parco Regionale Naturale del Conero        | |
| 7 agosto 2021     | Le meraviglie del Mediterraneo                | |
| 14 agosto 2021    | Savona                                        | |
| 21 agosto 2021    | Bari e la sua costa                           | |
| 28 agosto 2021    | Isole Eolie: Stromboli e Panarea              | Monterosso al Mare (Sp)                                                                                                  |
| 4 settembre 2021  | Messina, Milazzo                              | Museo del Mare (MuMa), Cefalù, Area marina protetta Capo Milazzo                                                         |
| 11 settembre 2021 | Riviera Romagnola                             | |
| 18 settembre 2021 | Nord Gallura                                  | Arcipelago di La Maddalena, Parco nazionale dell'Arcipelago, Porto Puddu, Area marina protetta Capo Testa, Aglientu (Ss) |
| 25 settembre 2021 | Genova                                        | Salone nautico (Ge), Via del Campo, Boccadasse                                                                           |
| 2 ottobre 2021    | Taormina                                      | Museo e Area Archeologica di Naxos, Mozia, isola Bella, la Dendrophyllia ramea di Siracusa, Golfo di Policastro          |
| 9 ottobre 2021    | Barcolana 53ª edizione                        | |
| 16 ottobre 2021   | Malta                                         | |
| 23 ottobre 2021   | Elba                                          | |
| 30 ottobre 2021   | Le meraviglie del Mediterraneo                | |
| 6 novembre 2021   | Marettimo                                     | |

## Edizione 2022
| Messa in onda | Titolo della puntata                                         | Altri temi e luoghi trattati |
| ------------- | ------------------------------------------------------------ | ---------------------------- |
| 30 aprile     | Golfo di Napoli                                              |                              |
| 7 maggio      | L'eredità del mare                                           |                              |
| 14 maggio     | Po: il grande fiume                                          |                              |
| 21 maggio     | Siracusa                                                     |                              |
| 28 maggio     | Genova                                                       |                              |
| 4 giugno      | L'armonia del mare: riserve, santuari e aree marine protette |                              |
| 11 giugno     | Ventotene                                                    |                              |
| 18 giugno     | Golfo di Orosei                                              |                              |
| 25 giugno     | Torre Guaceto                                                |                              |
| 2 luglio      | Porto Cesareo                                                |                              |
| 9 luglio      | Malta                                                        |                              |
| 16 luglio     | Valle d'Aosta: il mare di ghiaccio                           |                              |
| 23 luglio     |                                                              |                              |
| 30 luglio     | Incontri                                                     |                              |
| 6 agosto      | Il litorale nord della Calabria                              |                              |
| 13 agosto     | Vulcano                                                      |                              |
| 20 agosto     | Alicudi, Filicudi                                            |                              |
| 27 agosto     | Gargano                                                      |                              |
| 3 settembre   | Costa ragusana                                               |                              |
| 10 settembre  | Cabras                                                       |                              |
| 24 settembre  | Sestri Levante                                               |                              |
| 1º ottobre    | Punta Campanella                                             |                              |
| 8 ottobre     | La Barcolana di Trieste                                      |                              |
| 15 ottobre    | Isola di Capo Rizzuto                                        |                              |
| 29 ottobre    | Lampedusa                                                    |                              |

## Edizione 2023
| Messa in onda | Titolo della puntata                          | Altri temi e luoghi trattati |
| ------------- | --------------------------------------------- | ---------------------------- |
| 27 maggio     | Isole Pelagie                                 |                              |
| 3 giugno      | Costiera sorrentina                           |                              |
| 10 giugno     | Costa d'Argento                               |                              |
| 17 giugno     | Golfo degli Angeli                            |                              |
| 24 giugno     | Isole Pontine                                 |                              |
| 1º luglio     | Otranto                                       |                              |
| 8 luglio      | Calabria: due volte mediterranea              |                              |
| 15 luglio     | Liguria: Riviera di Ponente                   |                              |
| 22 luglio     | Riviera del Ponente ligure: da Noli a Genova  |                              |
| 29 luglio     | Sardegna: tra Stintino e l'Asinara            |                              |
| 5 agosto      | Isole Eolie: Stromboli                        |                              |
| 12 agosto     | Isole Eolie: Salina                           | Castello di Milazzo          |
| 19 agosto     | Romagna                                       |                              |
| 26 agosto     | Cilento                                       |                              |
| 2 settembre   | Riviera di Ulisse                             |                              |
| 9 settembre   | Arcipelago della Maddalena                    |                              |
| 16 settembre  | Lago d'Iseo                                   |                              |
| 23 settembre  | Isola d'Elba                                  |                              |
| 28 ottobre    | Amerigo Vespucci, la nave più bella del mondo |                              |

## Edizione 2024
| Messa in onda | Titolo della puntata                                         | Altri temi e luoghi trattati |
| ------------- | ------------------------------------------------------------ | ---------------------------- |
| 8 giugno      | Pantelleria                                                  |                              |
| 15 giugno     | Fano e Pesaro                                                |                              |
| 22 giugno     | Stromboli                                                    |                              |
| 29 giugno     | Golfo di Napoli                                              |                              |
| 6 luglio      | Golfo di Trieste                                             |                              |
| 13 luglio     | Calabria tirrenica: da Isola di Dino a Capo Vaticano         |                              |
| 20 luglio     | Golfo dell'Asinara                                           |                              |
| 27 luglio     | Termoli e Isole Tremiti                                      |                              |
| 3 agosto      | Calabria, Roccella Ionica e Gerace                           |                              |
| 10 agosto     | Un viaggio lungo una costa di confine, tra Liguria e Toscana |                              |
| 17 agosto     | Stromboli                                                    |                              |
| 24 agosto     | Golfo di Napoli                                              |                              |
| 31 agosto     | Sulcis Iglesiente                                            |                              |
| 7 settembre   | Isola d'Elba                                                 |                              |

## Edizione 2025
- Sottotitolo: Porti d'Italia

| Messa in onda | Titolo della puntata                |
| ------------- | ----------------------------------- |
| 14 giugno     | Da Cagliari all'Isola di Carloforte |
| 21 giugno     | Da Palermo all'Isola delle Femmine  |
| 28 giugno     | Ravenna                             |
| 5 luglio      | Bari                                |
| 12 luglio     | Ancona                              |
| 19 luglio     | La Spezia                           |
| 26 luglio     | Messina                             |
| 2 agosto      | Gioia Tauro                         |
| 9 agosto      | Livorno                             |
| 16 agosto     | Taranto                             |